# Base navale de Mayport
Naval Station Mayport
La base navale de Mayport est une base de la marine américaine située à Jacksonville, sur la côte sud-est des États-Unis. Elle accueille un port protégé pouvant accueillir des navires et porte-aéronefs de taille intermédiaire et un aérodrome militaire (nommé Admiral David L. McDonald (en) Field).

## Histoire

### Origine et développement
Conformément à la Loi Hepburn du 17 mai 1938, le secrétaire à la Marine des États-Unis Claude A. Swanson nomme un conseil dirigé par l’amiral Arthur Japy Hepburn (en) afin d’examiner la possibilité de créer une base aérienne et navale au sud-est des États-Unis. Dans sa communication au Congrès des États-Unis le 27 décembre 1938, le conseil recommande l'établissement d'une base majeure à Jacksonville. En avril 1939, le département de la Marine des États-Unis amorce des plans pour cette zone qui incluent un site le long des débarcadères sud pour le développement d'un bassin de porte-avions. En décembre de cette année, sur la base d'un rapport fait par le Commandant Carl Cotter, l’officier chargé de la construction, la Baie Ribault est choisie comme l'emplacement idéal pour un tel bassin. Le bassin est dragué sur 29 pieds.
Lors de la Deuxième Guerre mondiale, le port est utilisé par des navires patrouilleurs, des bateaux de sauvetage et des transporteurs de jeep. En décembre 1942, le Lieutenant Commander M. R. Sanders recommande d’établir officiellement le statut de base navale à Mayport. Le 1er avril 1944, les installations sont commissionnées comme Naval Auxiliary Air Station (NAAS) avec à sa tête le commandant M. R. Sanders. À la fin de la guerre, on prévoit d’allouer 780 000 $ pour construire la jetée pour les porte-avions sur le côté nord du bassin. Cependant, tous les fonds sont annulés et aucune amélioration supplémentaire n'est faite. Après la Seconde Guerre mondiale, la NAAS est déclassée. L'United States Coast Guard reprend le site et opère une petite station pendant plusieurs années. Ils doivent cependant quitter Mayport à la fin de l’année 1947 en raison des compressions budgétaires.

### Après la Seconde Guerre mondiale

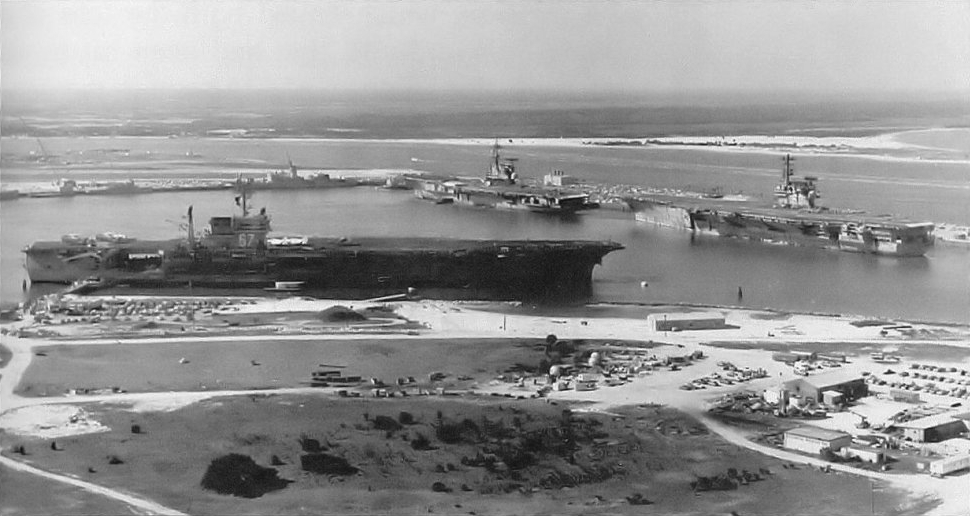
L', l', et l' à Mayport en 1973.

Mayport est réactivé en juin 1948 comme terrain d'atterrissage périphérique de la marine (Naval Outlying Landing Field (en) sous la responsabilité du commandant de la Naval Air Station Jacksonville. Trois ans plus tard, la zone accueillant les installations maritimes est agrandie pour atteindre 1680 acres et des travaux commencent afin d'étendre la piste d'atterrissage. Cette croissance se poursuit dans les années 1950 afin de pouvoir accueillir un trafic aérien croissant et de plus grands navires comme l'USS Tarawa en octobre 1952. Près de 10 millions de dollars sont investis à cette fin. En 1953, le Corps du génie de l'armée des États-Unis reçoit 350 000 $ pour draguer le bassin afin de permettre aux porte-avions de pénétrer dans la base. Le premier de ces navires est l'USS Coral Sea en 1954. La nouvelle Naval Auxiliary Air Station est inaugurée le 1er juillet 1955 sous l'égide du vice-amiral Thomas Combs. En avril 1955, le contre-amiral Robert Goldwaite, Commandant du Second Carrier Division (en), déplace le siège de cette dernière à Mayport. L'année suivante le porte-avions USS Franklin D. Roosevelt arrive à Mayport, son nouveau port d’attache, depuis Bremerton.
Le développement de la base se poursuit et sa surface atteint 2428 acres en 1957. Lors de la Crise des missiles de Cuba, en 1962, la base navale accueille la 2e division des Marines. La station navale Mayport fournit le soutien logistique des unités auxiliaires comme l’USS Vermilion (en) et l'USS Yancey (en) mais aussi pour les porte-avions USS Saratoga, USS Lexington, USS Thetis Bay, USS Boxer et USS Okinawa. Comme l'utilisation des hélicoptères se développe au cours de la Guerre froide, Mayport devient aussi le foyer pour la côte Est du Light Airborne Multi-Purpose System MK III. Retrouvant sa croissance, la Mayport Naval Air Facility est instituée comme station aéronavale en 1988.

### Au tournant duXXIesiècle

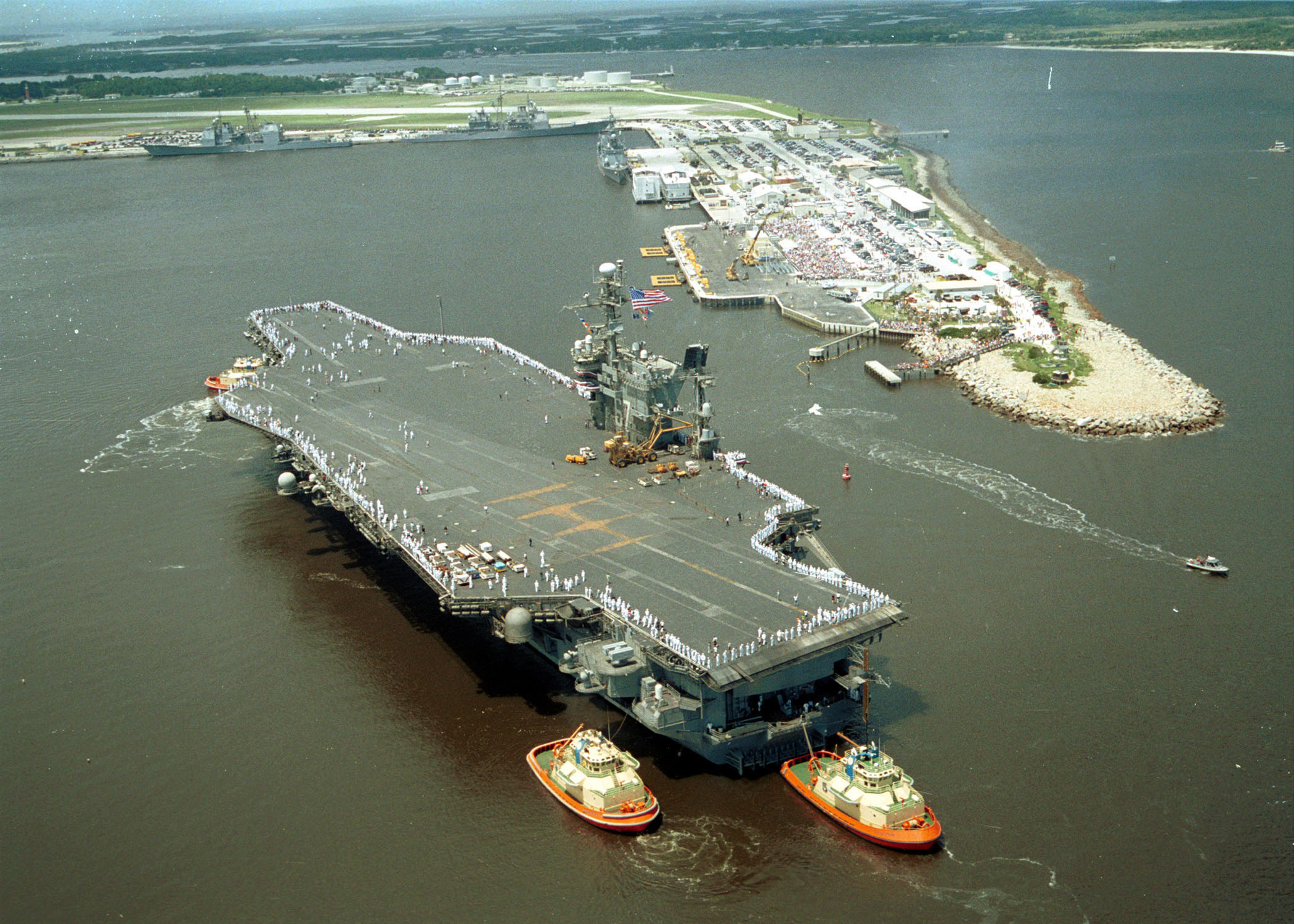
L'USS John F. Kennedy (CV 67) à Mayport en 2002.

Depuis sa mise en service en décembre 1942, la base navale de Mayport s'est développée pour devenir la troisième plus grande zone de concentration de navires de la flotte de surface de la marine des États-Unis. La composition opérationnelle de Mayport est unique, avec un port capable d'accueillir 34 navires et une piste mesurant 2,439 × 61 m capables de gérer la plupart des avions inclus dans l'inventaire du département de la Défense des États-Unis. La base navale de Mayport abrite également, la quatrième flotte des États-Unis, réactivée, en 2008, après sa désactivation en 1950.
La base a historiquement servi de port d'attache à divers porte-avions à propulsion classique de la flotte de l'Atlantique, comme l'USS Shangri-La, l'USS Franklin D. Roosevelt, l'USS Forrestal (septembre 1977 - janvier 1983), l'USS Saratoga, et, plus récemment, l'USS John F. Kennedy ; mais avec le démantèlement de tous les porte-avions à propulsion classique de la Marine, plus aucun porte-avions n'est rattaché à Mayport. Cependant, en 2009, les deux chambres du Congrès des États-Unis adoptent une loi autorisant 75 millions de dollars pour le dragage et les mises à niveau de Mayport afin d'accueillir des porte-avions à propulsion nucléaire,.
En 2009, Robert Gates, secrétaire à la Défense des États-Unis déclare qu’avoir un seul port d'attache n'a jamais été considéré comme acceptable sur la côte ouest et ne devrait pas l’être sur la côte est. Le 29 janvier 2010, le rapport du Quadrennial Defense Review (en) déclare qu'un porte-avions nucléaire serait rattaché à la base de Mayport. Selon le rapport, cela permettra de protéger la flotte contre une potentielle attaque terroriste, un accident ou une catastrophe naturelle en ne concentrant pas tous les porte-avions actuellement stationnés à la base navale de Norfolk alors que les porte-avions de la côte ouest sont répartis entre la base navale de San Diego et de la base navale de Kitsap.
Cependant, la décision est contestée par les élus de Virginie qui perdraient 3500 marins et leurs familles, ainsi que 425 millions de dollars de revenus annuels et 6000 emplois indirects. La Chambre de commerce de Hampton Roads (Hampton Roads Chamber of Commerce (en)) estime la perte à 11 000 emplois et à 650 millions de dollars par an. La délégation de Virginie au Congrès continue le combat contre le transfert d’un porte-avions vers la Floride se plaignant du coup fait à leur économie et argumentant que les dépense faites pour la mise à niveau de la base de Mayport coûteraient dans d’autres domaines comme la construction navale en cette époque de disette budgétaire.
Le coût des modifications et de la construction d'installations supplémentaires à Mayport est estimé à plus d'un demi-milliard de dollars et devrait durer cinq ans. Le budget 2011 engage 590 000 000 $ sur la période 2011 à 2019, date après laquelle Mayport devrait pouvoir accueillir un premier porte-avions nucléaire,. Un premier groupe amphibie arrive avec l'USS New York relocalisé à Mayport en décembre 2013 et l'USS Iwo Jima et l’USS Fort McHenry (en) en août 2014,. En continuité avec la volonté de faire croître Mayport, un rapport 2013 de l'US Navy exprime sa volonté de rattacher 14 navires du type Littoral Combat Ship à la base navale.

## Port d'attache
[Quand ?]

### Navires
- United States Navy
  - Croiseur de Classe Ticonderoga:
    - USS Philippine Sea (CG-58)
    - USS Gettysburg (CG-64)
    - USS Hué City (CG-66) (en)
    - USS Vicksburg (CG-69)

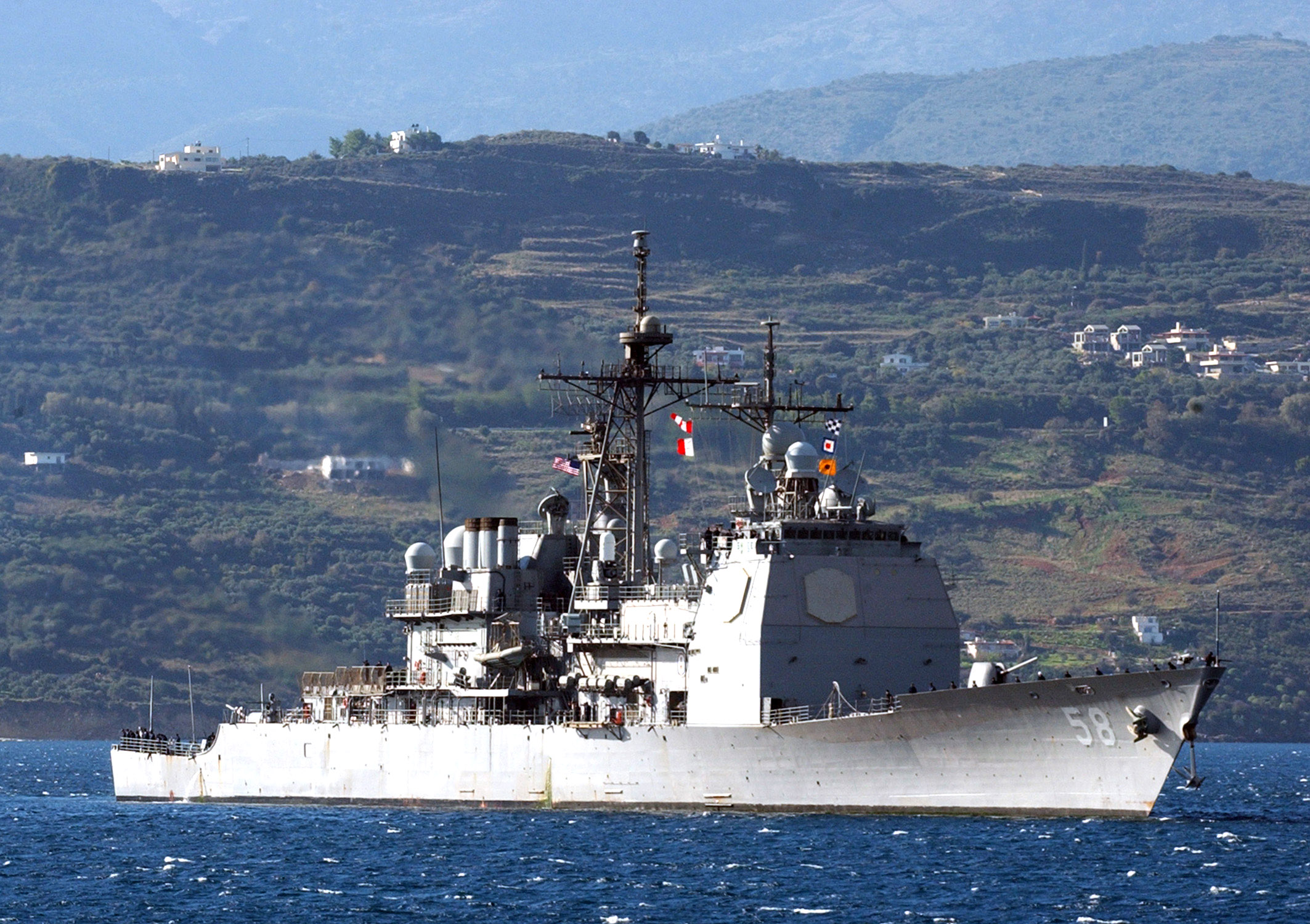
L'USS Philippine Sea (CG-58) en 2006.

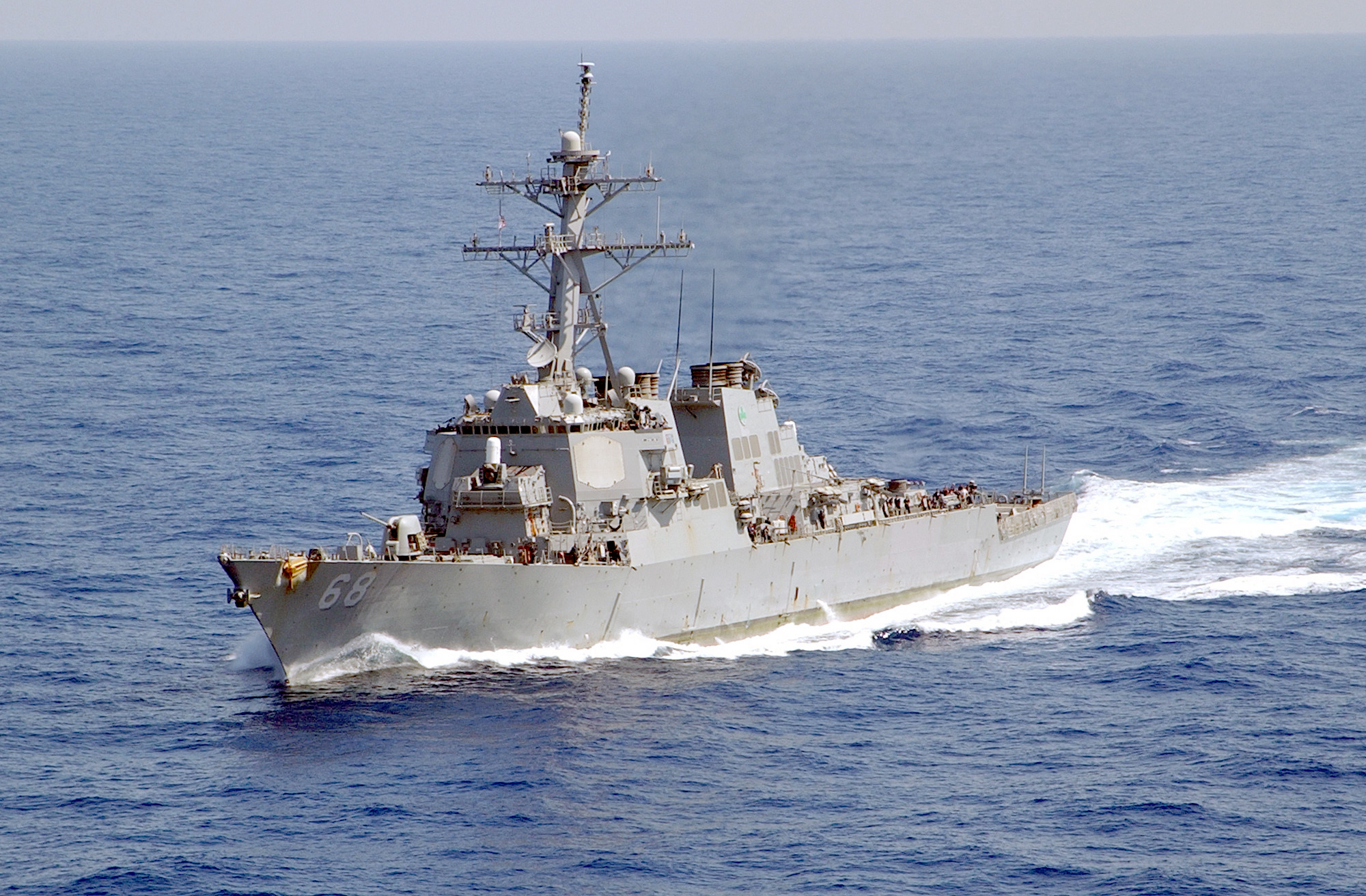
L'USS The Sullivans (DDG-68) en 2002.

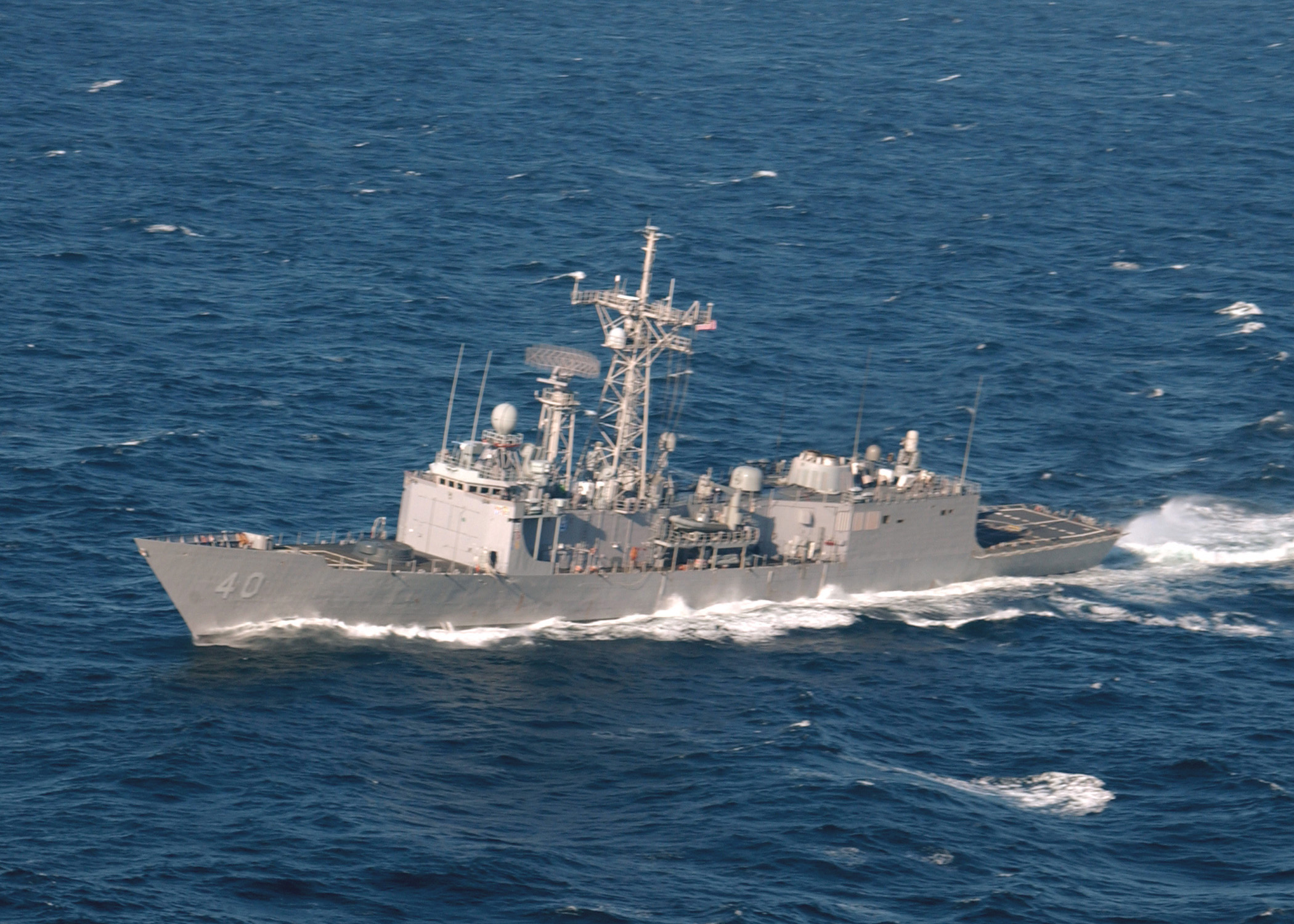
L'USS Halyburton (FFG 40) en 2006.

  - Destroyer de Classe Arleigh Burke:
    - USS Carney (DDG-64)
    - USS The Sullivans (DDG-68)
    - USS Roosevelt (DDG-80)
    - USS Farragut (DDG-99) (en)

  - Frégate de Classe Oliver Hazard Perry:
    - USS Halyburton (FFG-40)
    - USS Taylor (FFG-50) (en)
    - USS Simpson (FFG-56) (en)
    - USS Samuel B. Roberts (FFG-58) (en)

  - Landing Helicopter Dock de Classe Wasp:
    - USS Iwo Jima (LHD-7)

  - Landing Platform Dock de Classe San Antonio:
    - USS New York (LPD-21)

  - Landing Ship Dock de Classe Whidbey Island
    - USS Fort McHenry (LSD-43) (en)

  - Patrouilleur de Classe Cyclone:
    - USS Hurricane (PC-3) (en)
- United States Coast Guard
  - Medium endurance cutter (en):
    - USCGC Valiant (WMEC-621) (en)

### Escadres aériennes
- HSM-40 "Airwolves"
- HSM-46 "Grandmasters"
- HSM-48 "Vipers"
- HSL-60 "Jaguars"